# Vienna Open 1999
Il Vienna Open 1999, noto anche come Bank Austria Tennis Trophy per motivi di sponsorizzazione, è stato un torneo di tennis giocato sul cemento indoor.
È stata la 25ª edizione del Vienna Open e faceva parte della categoria International Series Gold nell'ambito dell'ATP Tour 1999. Si è giocato alla Wiener Stadthalle di Vienna in Austria, dall'11 al 18 ottobre 1999.

## Campioni

### Singolare maschile
Greg Rusedski ha battuto in finale  Nicolas Kiefer con il punteggio di 6–7 (5–7), 2–6, 6–3, 7–5, 6–4

### Doppio maschile
David Prinosil /  Sandon Stolle hanno battuto in finale  Piet Norval /  Kevin Ullyett con il punteggio di 6–3, 6–4